# 소원을 말해봐 (Genie) (노래)
〈소원을 말해봐 (Genie)〉는 대한민국의 걸 그룹 소녀시대의 노래이다. 스웨덴의 작곡가팀 디자인 뮤직과 유영진, 유한진이 합작한 노래로, 2009년 6월 22일 발매되었다.

## 구성
〈소원을 말해봐〉는 유럽 출신 작곡가팀 디자인 뮤직과 유영진, 유한진이 합작해 만들어냈다. 가사적인 부분에서 일상에서 지치거나 자신감을 상실해 우울한 이들에게 소녀시대가 행운의 여신이 돼 에너지와 생기, 용기와 열정을 되찾을 힘을 준다는 내용이다. 램프의 요정이자 곡의 부제인 지니(Genie)처럼 소원을 이뤄주는 역할을 소녀시대가 한다는 뜻에서 부제를 붙였다.
이번 노래의 컨셉은 밀리터리룩을 기본으로한 마린걸이다. 육군, 공군, 해군 밀리터리룩을 모두 보여줬으며, 소녀시대는 더 밝은 느낌을 주기 위해 유리를 제외한 모든 멤버들이 염색했다. 수영은 데뷔 이후 처음으로 단발을 시도했고, 서현은 처음으로 염색을 했다.

## 발매
2009년 6월 15일 소녀시대는 〈소원을 말해봐〉의 컨셉이 되는 하얀색 해군 제복을 입고있는 마린걸 컨셉의 사진을 공개했다. 17일에는 음원 발매 예고와 함께 〈소원을 말해봐 (Genie)〉라는 노래 제목을 공개했다. 19일에는 공식 홈페이지를 통해 티저 영상을 공개했다. 22일 오전 10시에는 동명의 두 번째 미니 앨범 《소원을 말해봐 (Genie)》 발매에 앞서 음원으로 선공개했다.
2010년에는 소녀시대가 일본 진출을 본격화함에 따라 일본에서 〈소원을 말해봐〉를 데뷔 싱글로 결정했고, 〈Genie〉라는 제목으로 발매했다. 데뷔 싱글은 나유타 웨이브를 통해 2010년 9월 8일 발매되었다. 발매에 앞서 2010년 8월 20일 33초 짜리의 〈Genie〉 티저 영상을 공개했다.

## 공연

2009년 7월 10일 《뮤직뱅크》에서 소녀시대.

소녀시대는 2009년 6월 26일 KBS 《뮤직뱅크》에서 공군풍의 갈색 제복과 함께 처음으로 〈소원을 말해봐〉 컴백 무대를 가졌다. 다음 날 27일에는 MBC 《음악중심》에서 베이지색의 원피스 마린룩을 입고 컴백 무대를 가졌다. 28일 SBS 《인기가요》 컴백 무대에서는 티저 사진에서와 같은 하얀색 제복과 블랙 하이힐을 신었다. 7월 31일에는 《유희열의 스케치북》 여름 특집에 출연했다. 8월 8일에는 인천 문학경기장에서 열린 한일 프로축구 올스타전 하프타임 공연에 나섰다. 이후 2009년 8월 15일 《음악중심》에서 리믹스 버전을 선보이며 공식적인 활동을 마무리했다. 9월 19일에는 제6회 아시아송 페스티벌에서 무대를 선보였다.
2010년 8월부터는 일본 활동을 본격적으로 시작했다. 8월 25일 일본 도쿄 아리아케 콜로세움에서 열린 데뷔 쇼케이스에서 5개의 히트곡 공연 중 〈소원을 말해봐〉가 포함되었다. 9월 10일에는 후지 TV 프로그램 《도쿠다네》에서 〈Genie〉를 선보이며 처음으로 일본 방송에서 공연을 했다.

## 상업적 성과
〈소원을 말해봐〉는 발매 직후 거의 모든 음원 사이트의 실시간 차트 상위권에 올랐으며, 멜론에서는 6위로 데뷔했다.
〈Genie〉는 일본에서 발매 당일 오리콘 데일리 싱글 차트 5위에 올랐다. 이후 9,662장을 팔아 2010년 9월 10일자 오리콘 데일리 싱글 차트에 한국 걸 그룹으로는 가장 높은 순위인 2위에 올라 최고 순위를 기록했다. 일주일동안 45,000장을 팔아 아라시의 〈Love Rainbow〉에 이어 오리콘 주간 싱글 차트 2위에 올랐다. 이는 일본에서 솔로 가수를 포함한 외국 여자 음악가의 가장 높은 데뷔 주간 싱글 순위였다. 이전 기록은 카라의 〈미스터〉가 기록한 5위였는데, 소녀시대가 한달만에 경신했다. 진입 2주차에는 17,792장을 팔아 6위로 하락했다. 3주차에는 10위에 오르면서 누적 판매량 75,276장을 기록했고, 카라의 〈미스터〉가 가지고 있던 한국 아이돌 데뷔 싱글 최고 판매량 기록을 새로 썼다.

## 평가
《이즘》의 한동윤은 "이전에 찾아 볼 수 없는 변화이다. 이 변화는 그야말로 조급한 성숙함에 다름없다. 반주도 무척 밋밋하다. 아이들 그룹은 기업이 내는 의견에 맞춰 움직일 수밖에 없겠지만, 변화한 모습을 기획하는 입장이라면 작업이 확실해야 한다"며 별점 5점 만점 중 2점을 부여했다.

## 뮤직비디오
뮤직비디오는 2009년 6월 26일 처음 공개되었다. 감독은 장재형이 맡았으며, 6월 초 일산 세트장에서 촬영되었다. 뮤직비디오는 너만을 위한 파티라는 컨셉으로 촬영되었는데, 파자마 파티, 댄스 파티, 생일 파티 등의 파티 장면이 나온다.

## 표절 의혹과 그 외의 버전
이 노래가 우즈베키스탄의 가수인 디네이라(Dineyra)의 노래 "Raqsga Tushgin"의 표절이라는 보도가 있었다. 문제의 노래는 2008년에 인터넷상에서 동영상에 공개되어 있었다. 이에 SM엔터테인먼트는 디네이라가 유니버설 뮤직 그룹의 적법한 승인 없이 무단으로 도용한 것이라고 주장했다.
2010년 5월 19일에는 네덜란드의 가수인 나탈리 마코마(Nathalie Makoma)가 이 노래의 공식적인 영어 버전인 "I Just Wanna Dance"를 공개했다.

## 크레딧
일본 CD 싱글 라이너 노트를 참고한 것이다.
| - 소녀시대 – vocal, background vocal - 유영진 – producer, songwriter, translator (Korean), audio mixing, recording - Kanata Nakamura – songwriter, translator (Japanese) - Han-Jin Yoo – co-producer - Fujino Shigeki – mastering - Nermin Harambasic - songwriter - Fridolin Nordso – songwriter | - Anne Judith Wik – songwriter - Robin Jenssen – songwriter - Ronny Svendsen – songwriter |

## 차트

### 주간 차트
| 차트 (2010)   | 최고 순위 |
| ------------- | --------- |
| 일본 (오리콘) | 4         |

### 연간 차트
| 차트 (2010)   | 최고 순위 |
| ------------- | --------- |
| 일본 (오리콘) | 58        |

## 발매일
| 국가   | 날짜            | 포맷                     | 레이블                          |
| ------ | --------------- | ------------------------ | ------------------------------- |
| 한국   | 2009년 6월 22일 | 디지털 다운로드          | 케이엠피홀딩스, SM 엔터테인먼트 |
| 일본   | 2010년 9월 8일  | CD 싱글, 디지털 다운로드 | 나유타 웨이브                   |
| 한국   | 2017년 3월 10일 | CD 싱글                  | SM 엔터테인먼트, 나유타 웨이브  |
| 프랑스 | 2025년 6월 7일  | CD 싱글, 디지털 다운로드 | 나유타 웨이브                   |